# Chichester

Chichester je stolno mesto v Zahodnem Sussexu v jugovzhodni Angliji. Je edino mesto v Zahodnem Sussex in je njegov okraj. Ima dolgo zgodovino kot naselbina iz rimskih časov, pomembno je bilo tudi v anglosaškem obdobju. Je sedež škofije s stolnico iz 12. stoletja ter ima še nekatere najstarejše cerkve in zgradbe v Veliki Britaniji.
Chichester je prometno vozlišče in kulturno središče v okrožju z gledališčem, muzeji in umetnostnimi galerijami. Pristanišče in Južno gričevje (South Downs) zagotavljajo možnosti za dejavnosti na prostem.

## Zgodovina

### Rimsko obdobje
Okolica Chichestra je igrala pomembno vlogo v obdobju rimskega vdora leta 43, kar je bilo dokazano z vojaškimi objekti za skladiščenje na območju bližnje Fishbournske rimske palače.  Središče mesta stoji na temeljih rimsko-britskega mesta Noviomagus Reginorum, glavnega mesta Civitas Reginorum. Rimska cesta Stane Street, ki povezuje mesto z Londonom, se je začela pri vzhodnih vratih, medtem ko se je Silchestrska cesta začela pri severnih vratih. Načrt mesta so podedovali od Rimljanov: nakupovalne ulice so v glavnih smereh sever, jug, vzhod in zahod ter vse izhajajo iz osrednjega trga iz  srednjega veka.
Prvotno rimsko obzidje je bilo okoli 2 metra  debelo s strmim jarkom (pozneje uporabljeno za preusmeritev reke Lavant). Preživelo je več kot tisoč petsto let, potem pa je bilo nadomeščeno s tanjšim gregorijanskim obzidjem.
V mestu so bile tudi rimske kopeli. Našli so jih vzdolž ulice Tower, ko so gradili novo parkirišče. Muzej Novium z ohranjenimi kopelmi je bil odprt 8. julija 2012.
Amfiteater je bil zgrajen zunaj mestnega obzidja v bližini vzhodnih vrat približno leta 80. Območje je zdaj park. Stran od amfiteatra je viden nežen nasip približno ovalne oblike; na oglasni deski v parku je več informacij.
Januarja 2017 so arheologi z uporabo podzemnega skenerja poročali o odkritju razmeroma nedotaknjenega pritličja rimske meščanske hiše in gospodarskega poslopja. Izjemna ohranitev je posledica tega, da je park Priory pripadal samostanu in nikoli ni bilo gradenj na tem območju. 

### Anglosaško obdobje
Po Anglosaški kroniki (Anglo-Saxon Chronicle) je mesto proti koncu 5. stoletja osvojil Ella Sussekški in ga poimenoval po svojem sinu Cisse. Bilo je glavno mesto Kraljevine Sussex.
Stolnica je bila ustanovljena leta 681 pri opatiji Selsey; leta 1075 je sedež škofije postal Chichester.
Chichester je bil eno od  utrjenih mest (burhs), ki jih je Alfred Veliki, verjetno v letih 878 in 879 utrdil z uporabo ostankov rimskih obzidij. Po anglosaškem dokumentu Burghal Hidage s  seznamom več kot 30 utrjenih mest iz začetka 10. stoletja je bilo to eno največjih Alfredovih mest površine 1500 hid (stara površinska mera, 120 akrov ali jutrov), površina, na kateri je bilo treba poskrbeti za vse vojake vseh posadk na straži ob izrednih razmerah. Sistem je bil podprt s komunikacijskim omrežjem s svetilnikom na hribu za zgodnje opozarjanje. En tak krak je bil tudi Chichester–London. 

### Normansko obdobje
Ko je bila sestavljena Domesday Book, je imel Chichester 300 stanovanj in 1500 ljudi. Mlin (Kings Mill) so imeli v najemu lokalni sužnji in bajtarji. Po bitki pri Hastingsu je okrožje Chichester dobil Roger de Mongomerie, 1. grof Shrewsburyjski, za pogumno prizadevanje v boju, vendar je bilo leta 1104 odvzeto 3. grofu. Kmalu po letu 1066 je Roger de Mongomerie v Chichestru zgradil grad in utrdil normansko moč.  Približno okoli leta 1143 je bil ustanovljen naslov grof Arundelski (znan tudi kot grof Sussekški, dokler se ni več uporabljal) in postal prevladujoč lokalni posestnik. Med letoma 1250 in 1262 je nastal Rape of Chichester, podenota grofije, iz zahodne polovice Arundela z gradom kot upravnim središčem. 

## Geografija
Mesto Chichester leži ob reki Lavant, južno od njenega preboja skozi Južno gričevje. Ta sezonski potok zdaj teče skozi mesto v podzemnih prepustih.  Položaj je bil  idealen kraj za naselitev, saj se tukaj sreča več starodavnih poti. Najstarejši del je znotraj srednjeveškega obzidja mesta, ki je zgrajeno na rimskih temeljih. 
Zaščiteno območje Chichestra, ki je določeno kot arhitekturni in zgodovinski spomenik, zajema celotno rimsko mesto in ima veliko zgradb I. in II. razreda. Na severu je posebno zaščiteno območje okoli nekdanje psihiatrične bolnišnice Graylingwell, na jugu je zavarovano območje, ki je bilo pred kratkim razširjeno z na novo obnovljenim zbirnim kanalom in delom samega kanala. Razdeljena je na osem enot, ki temeljijo na zgodovinskem razvoju, vrstah zgradb, rabi in dejavnosti.
Chichester ima oceansko podnebje. S svojo lego v južni Angliji ima mile zime in hladna poletja. V primerjavi z drugimi deli Velike Britanije ima veliko sončnih dni, okoli 1900 ur letno. 

## Znamenitosti
Chichestrska stolnica, ustanovljena v 11. stoletju, je posvečena sveti Trojici in ima shranjene relikvije svetega Riharda Chichestrskega. Zvonik je zgrajen iz slabega lokalnega kamna, ki je propadel ter bil obnovljen v 19. stoletju. V južni stranski ladji je v tleh steklena plošča, ki omogoča pogled na ostanke tlaka iz rimskega mozaika. Stolnica je nenavadna za Veliko Britanijo, ima ločen zvonik, od glavne zgradbe oddaljen le nekaj metrov. V njej je srednjeveški grob viteza in njegove žene, ki je bil navdih za pesem An Arundel Tomb Philipa Larkina. Spominski kip Williama Huskissona, poslanca, je bil postavljen, ker je bil prvi človek, ki ga je povozila železniška lokomotiva. Leonard Bernstein je skomponiral Chichestrske psalme za stolnico. Kip svetega Riharda je delo kiparja Philipa Jacksona.
Poleg stolnice je v mestu še pet anglikanskih cerkev, rimskokatoliška cerkev svetega Riharda in devet drugih verskih zgradb.
Ostanki rimskega amfiteatra so v parku južno od Horneta. Natančno lokacijo je mogoče zaznati kot rahel nasip približno ovalne oblike. 
Masleni trg (Butter Market) na Severni ulici (North Street) je oblikoval John Nash in je bil odprt leta 1808 kot trg hrane in pridelkov. Leta 1900 je bilo dodano drugo nadstropje, prvotno umetniški inštitut. Zgradba je bila pred kratkim obnovljena.
Koruzna borza v Vzhodni ulici (East Street) je bila zgrajena leta 1833 in bila med prvimi v državi. Je mogočna stavba, ki kaže svoj pomen za trgovino. Leta 1883 so jo uporabljali tudi za gledališče in zabavo. Od 1923 do 1984 so bili v njej kino, restavracija in potem restavracija s hitro hrano. Trenutno je v njej trgovina z oblačili Next.
Chichester Cross (Chichestrski križ) je podoben buttercrossu (prostor za prodajo lokalno izdelanega masla, mleka in jajc, znan že iz srednjega veka), je bil zgrajen leta 1501 kot pokrita tržnica, stoji na stičišču štirih glavnih cest v središču mesta.
V mestu imajo planetarij in znanstveni center (South Downs Planetarium & Science Center), ki je bil odprt leta 2001. Ima 100 sedežev. V njem si je mogoče ogledati predstavo o zvezdah.

## Pobratena mesta
Chichester je pobraten s Chartresom v Franciji in Raveno v Italiji.